# Metioche apicalis
Metioche apicalis är en insektsart som först beskrevs av Lucien Chopard 1930.  Metioche apicalis ingår i släktet Metioche och familjen syrsor. Inga underarter finns listade i Catalogue of Life.